# Morgan Johansson
Morgan Johansson é um político sueco, do Partido Social-Democrata.

Fez parte do Governo Löfven, que tomou posse em 2014, como Ministro da Justiça e das Migrações em 2014-2017 e como Ministro da Justiça em 2014-2022 e Ministro do Interior em 2021-2022.

Teve a função de "eventual substituto do primeiro-ministro" (ställföreträdande statsminister) em 2019-2022.